# Густав Шперер
Фрідріх Вільгельм Густав Шперер (нім. Friederich Wilhelm Gustav Spörer; 23 жовтня 1822, Берлін — 7 липня 1895, Гіссен) — німецький астроном.
Довгий час спостерігаючи Сонце і його активність, вперше встановив, що в період активності плями виникають на широті 25-30° і опускаються до широти 10°, а на широті 5° зникають, тоді як на широті 25-30° з'являються плями нового циклу. Сформулював закон зсуву зони максимальної частоти появи сонячних плям із зміною фази циклу; визначив періоди обертання для різних широтних зон Сонця, визначив розташування сонячного екватора.